# شتولبرغ
اتولبرغ (بالألمانية: Stollberg) هي بلدة ألمانية و Grosse Kreisstadt تقع في ألمانيا في ساكسونيا. يقدر عدد سكانها بـ 12,391 نسمة .

## المدن التوأمة
مدن نوردلينغن، مونتيجني إن جوهيل وتماسي هي مدن توأمة للتولبرغ.

## أعلام
- كارل باش
- باتريك سونتاج
- ماكس نيوكيرتشنير
- سفين بيوكيرت
- رينولد كلوتز